# Хэкетт, Стив
Сти́вен Ри́чард Хэ́кетт (англ. Stephen Richard Hackett; род. 12 февраля 1950) — британский гитарист и автор песен. Получил известность будучи участником прогрессив-рок-группы Genesis, к которой он присоединился в 1970 году. Хэкетт участвовал в записи восьми альбомов группы, покинул её в 1977 году, после чего занялся сольной карьерой.
В 1986 году Хэккет вместе с другим прогрессив-рок гитаристом Стивом Хау из Yes и Asia основали супергруппу GTR. Группа записала одноимённый альбом в этом же году, который достиг 11-й позиции в американском Billboard 200 и выпустила сингл, достигший Top 20, «When the Heart Rules the Mind». Группа была расформирована в 1987 году, когда её покинул Хэкетт.
После ухода из GTR Стив вернулся к своей сольной карьере, регулярно выпускал альбомы и давал концерты. Также участвовал в Guitar Wars в компании с Нуно Беттанкуром, Полом Гилбертом и Джоном Полом Джонсом. Его работа охватывает различные жанры и стили, такие как прогрессив-рок, этническая музыка, классическая музыка. Его игра повлияла на таких гитаристов, как Алекс Лайфсон и Брайан Мэй.

## Биография
Стив Хэкетт родился в Пимлико - центральной части Лондона и учился в гимназии Слоун в Челси.
В детстве он имел доступ к различным музыкальным инструментам таким, как блокфлейта и губная гармоника. Гитарой он впервые заинтересовался в возрасте 12 лет. В 14 он уже знал несколько аккордов и сочинял мелодии. На Хэккета оказали влияние классическая музыка (Иоганн Себастьян Бах) и опера (Марио Ланца). Также на него оказали влияние некоторые блюзовые исполнители: Дэнни Кирван, Питер Грин и некоторые гитаристы из John Mayall & the Bluesbreakers.

### Начало карьеры
Первыми группами, в которых играл Хэкетт были Canterbury Glass и Sarabande. Обе группы играли рок с элементами прогрессива. Затем он вместе со своим братом Джоном Хэкеттом, который играл на флейте, играл в группе Quiet World, с которой записал альбом The Road. Вскоре после этого он покинул группу.
Хэккет, находясь в поисках новой группы, разместил объявление в журнале Melody Maker. Объявление, в котором он заявил, что ищет музыкантов "готовых выйти за рамки существующих застойных форм музыки", привлекло внимание вокалиста Genesis Питера Гэбриела. В июле 1970 года из группы ушёл гитарист Энтони Филлипс, и Genesis искали ему замену. Хэккет прошёл прослушивание и в декабре 1970 присоединился к группе.

### Годы с Genesis
Хэкетт, который имел малый опыт игры на сцене, поначалу испытывал трудности на выступлениях. Однако вскоре он привык к своей роли и создал уникальный сценический образ (играл надев очки и сгорбившись над своей гитарой) служивший противовесом экстравагантному образу Гэбриела.
Первой работой Хэккета с Genesis стал альбом Nursery Cryme, выпущенный в ноябре 1971. Хэкетт оказал существенное влияние на звучание группы, что видно из песен  "The Musical Box" и "The Return of the Giant Hogweed". Он стал одним из первых гитаристов широко применять технику тэппинга. В частности его игра повлияла на Эдди Ван Халена, который заинтересовался этой техникой после посещения концерта Genesis в начале 70-х.
Хотя Nursery Cryme не имел коммерческого успеха, уже следующий альбом группы Foxtrot достиг 12 места в английском чарте. Композиция "Horizons", в которой Хэкетт играет соло на классической гитаре стала одной из его знаковых вещей.
Foxtrot положил начало коммерческому успеху Genesis и в 1973 году группа выпустила следующий альбом Selling England by the Pound. На нём Хэкетт продолжал демонстрировать и улучшать свою технику игры тэппингом, а также применяет свип. Обе эти техники можно услышать в песне "Dancing with the Moonlit Knight". В песне "Firth of Fifth" содержится одно из самых известных соло Хэкетта. Эту песню продолжали исполнять на концертах и после его ухода из группы.
Вклад Хэкетта в следующий альбом группы The Lamb Lies Down on Broadway был незначительным. Во многом на это повлиял его развод. Кроме того, Хэкетт случайно повредил руку разбитым бокалом, из-за чего тур в поддержку альбома был задержан. Это дополнительно усилило напряжённость внутри коллектива.
В 1975 году Хэкетт первым из участников Genesis выпустил сольный альбом Voyage of the Acolyte.  В записи ему помогали Майк Резерфорд и Фил Коллинз. Он наслаждался свободой в написании песен и ещё больше разочаровывался в работе с группой.
После ухода Питера Гэбриела вокалистом стал Фил Коллинз. В таком составе группа записывает альбом A Trick of the Tail. Хэкетт участвовал в написании нескольких композиций, но чувствовал себя тесно в рамках группы.
Его разочарование увеличилось, когда Genesis готовились к выпуску следующего альбома Wind & Wuthering. Хэкетт настаивал, чтобы в альбом было включено больше его материала, но его просьба была отклонена. "Blood on the Rooftops", которую Хэкетт написал вместе с Коллинзом, никогда не игралась на концертах, а другую композицию "Please, Don't Touch" не включили в альбом. Ещё одна песня "Inside and Out" была выпущена на EP Spot the Pigeon. Хэкетт оставался в группе до конца тура Wind & Wuthering, а 8 октября 1977 года объявил о своём уходе за неделю до выхода второго концертного альбома группы Seconds Out.

#### Участие в реюнионах
После ухода Хэкетта группа несколько раз воссоединялась. Впервые с 1975 года классический состав собрался 2 октября 1982 года на одиночном концерте "Six of the Best", чтобы собрать средства для фестиваля Питера Гэбриела WOMAD.
В 1998 году группа вновь собралась на фотосессию и праздничный ужин, чтобы отпраздновать выпуск бокс-сета Genesis Archive 1967-75. Хэкетт перезаписал некоторые гитарные партии[какие?] для бокс-сета, а также принял участие в перезаписи песни "The Carpet Crawlers" из альбома The Lamb Lies Down on Broadway для сборника  Turn It on Again: The Hits. Остальная музыканты тоже переписали свои партии, но вместе они не записывались. Однако, когда Тревор Хорн и Art of Noise закончили сведение, от их партий, кроме вокала Гэбриела и Коллинза, мало что осталось.
В апреле 2006 года Коллинз в интервью сообщил, что группа собиралась вместе в ноябре 2005. На встрече музыканты обсуждали возможность воссоединения классического состава и проведение нескольких концертов, в том числе полного исполнения The Lamb Lies Down on Broadway. Однако 18 октября 2006 года было объявлено, что группа будет выступать в составе Коллинз, Бэнкс, Резерфорд.
В марте 2010 года гитарист группы Phish Трей Анастасио выступил с речью на церемонии введения Genesis в Зал славы рок-н-ролла. Кроме этого Phish исполнили две песни Genesis: "Watcher of the Skies" и "No Reply At All". Несмотря на то, что Хэкетт вместе с остальными участниками группы (кроме Гэбриела) присутствовали на церемонии, выступать они не стали.

### Сольная карьера
Первый альбом Хэкетта, выпущенный после ухода из Genesis, был Please Don't Touch (1978). Также как и Voyage of the Acolyte, большая часть альбома была в стиле прогрессивный рок. Однако в альбоме было больше композиций с вокалом. Хэкетт, который никогда не исполнял главной вокальной партии в Genesis, привлёк к работе нескольких вокалистов, в том числе фолк-певца Ричи Хэвенса, ритм-н-блюзовую исполнительницу Рэнди Кроуфорд и Стива Уолша из Kansas. Сам Хэкетт спел в песне "Carry on Up the Vicarage", однако его партия была обработана с помощью вокальных эффектов. Альбом достиг 38 места в британском чарте и 103 места в чарте Billboard.
За этими альбомами следуют Spectral Mornings (1979) и Defector (1980), достигшие соответственно 22 и 9 места в Великобритании и 138 и 144 места в США. В 1979 году Хэкетт впервые гастролирует, как сольный исполнитель, а в августе выступает на фестивале в Рединге. Во время тура в поддержку альбома Defector он впервые, со времён участия в Genesis, выступает в США.
Первые изменения в музыкальном стиле Хэкетта происходят в альбоме Cured 1981 года. Хотя альбом и содержал прогрессивные и классические композиции, он был более поп-ориентированным. Альбом был записан без большинства музыкантов, которые помогали Хэкетту в записи предыдущих альбомов. Только Ник Магнус и Джон Хэкетт участвуют в записи. Хотя альбом не имел коммерческого успеха в США, в Великобритании он достиг 15 места.
В 1980-х Хэкетт выпустил свои первые альбомы с классической музыкой: Bay of Kings (1983, #70 в Великобритании) и Momentum (1988).
В 1983 Хэкетт принял участие в записи альбома Бразильского певца Ричи Voo de Coração. Он сыграл на гитаре в нескольких треках и большинство песен альбома стали хитами на бразильском радио.
Также Хэкетт выпускал и рок-альбомы. Так в 80-е вышли пластинки Cured (1981) (cм. выше), Highly Strung (1983, 16 место в Великобритании) и Till We Have Faces (1984, 54 место в Великобритании).
В 1986 году Хэкетт вместе с бывшим гитаристом Yes и Asia Стивом Хау создал группу GTR. Группа выпустила одноимённый альбом, который спродюсировал другой участник Yes и Asia Джефф Даунс. Хэкетт вскоре покинул группу из-за финансовых разногласий. Кроме того Хэкетт работал и с другими участниками Yes: с Биллом Бруфордом в Genesis, басистом Крисом Сквайром (в альбоме Chris Squire's Swiss Choir в 2007 году) и с Тревором Хорном, который был продюсером на записи "The Carpet Crawlers" в 1999 году. Также он выступал вместе с Риком Уэйкманом на телевизионном шоу Gastank в середине 80-х.
В 1996 году Хэкетт выпустил трибьют-альбом Watcher of the Skies: Genesis Revisited, который содержал композиции, написанные в период 1971–77 (некоторые из них не были реализованы группой Genesis). Хэкетт также продолжал свою сольную карьеру, выпустив множество альбомов, начиная с 1990-х, в том числе и акустических. В апреле 1997 он выпустил альбом с неоклассической музыкой A Midsummer Night's Dream в сопровождении Королевского филармонического оркестра. Альбом провёл несколько недель в Top 10 UK classical charts.
В июне 2009 года Хэкетт объявил о записи нового сольного альбома, в записи которого также примут участие множество музыкантов, среди которых бывший гитарист Genesis Энтони Филлипс и бас-гитарист Yes Крис Сквайр. Альбом, который назывался Out of the Tunnel's Mouth, должен был выйти в октябре 2009 года, но его выпуск был задержан по юридическим причинам и в итоге он вышел на месяц позже. Некоторые песни из альбома исполнялись в ходе европейского турне.
В августе 2009 года Алан Хьюитт выпустил авторизованную биографию Хэкетта под названием "Sketches of Hackett". Первое издание книги включало в себя DVD с 90-минутным интервью, сделанным в доме Стива.
15 марта 2010 года Genesis был введён в Зал славы рок-н-ролла. Хэкетт вместе с Филом Коллинзом, Тони Бэнксом и Майком Резерфордом присутствовали на церемонии, но от выступления отказались. Хэкетт изъявил желание участвовать в реюнионе классического состава Genesis. Однако запланированное воссоединение Genesis не состоялось после того, как Гэбриел отказался в нём участвовать. В 2011 году Фил Коллинз объявил о завершении карьеры и теперь шансы на воссоединение крайне малы.
В 2011 году Хэкетт выпустил альбом Beyond the Shrouded Horizon. В 2012 году состоялся тур в поддержу альбома. Beyond the Shrouded Horizon стал двадцать четвёртым сольным альбомом Хэкетта.
Хэкетт вместе с Крисом Сквайром организовали проект Squackett. 29 мая 2012 года был выпущен дебютный альбом A Life Within A Day.
Кроме авторских работ, за время сольной карьеры Хэкетт записывал и трибьюты с музыкой его бывшей группы Genesis. Так, в 1996 году вышел альбом Genesis Revisited, где множество приглашённых музыкантов, в основном из мира прогрессивного рока, исполнили самые известные композиции легендарной группы. В октябре 2012 года вышел ещё один подобный альбом, получивший название Genesis Revisited II. На двух дисках представлены как классические композиции Genesis гэбриеловского периода 1971—1974 годов, так и более поздние — 1975—1976 годов (до ухода из группы самого Хэкетта).

## Семья
Хэкетт был женат трижды. Брак с первой женой, Эллен, был недолгим. Они развелись во время работы Хэкетта над альбомом The Lamb Lies Down on Broadway. От него родился сын Оливер.
14 августа 1981 года Хэкетт женился на бразильской художнице и ювелире Ким Пур. Она нарисовала большую часть обложек для его сольных альбомов. Они развелись 18 мая 2007 года.
4 июня 2011 года Хэкетт женился на Джо Леманн.
Младший брат Стива — Джон принимал участие в сольных работах Стива в качестве флейтиста и второго гитариста начиная с 1970-х годов. Джон появляется в качестве соавтора и музыканта и в более поздних работах, в частности в альбоме Sketches of Satie (2000), аранжированном для флейты и гитары.